# José Touré
José Touré (ur. 24 kwietnia 1961 w Nancy) – piłkarz francuski pochodzenia malijskiego grający na pozycji napastnika. W swojej karierze rozegrał 16 meczów w reprezentacji Francji, w których strzelił 4 gole.

## Kariera klubowa
Swoją karierę piłkarską Touré rozpoczął w klubie FC Nantes. W 1979 roku awansował do kadry pierwszej drużyny Nantes. W sezonie 1979/1980 zadebiutował w jego barwach w pierwszej lidze francuskiej. W debiutanckim sezonie wywalczył z Nantes swój pierwszy w karierze tytuł mistrza Francji, a w sezonie 1982/1983 powtórzył to osiągnięcie. W Nantes występował do końca sezonu 1985/1986.
Latem 1986 roku Touré zmienił klub i odszedł z Nantes do Girondins Bordeaux. W sezonie 1986/1987 wywalczył z klubem z Bordeaux dublet - mistrzostwo oraz Puchar Francji. W Bordeaux grał również w sezonie 1987/1988.
W 1988 roku Touré został zawodnikiem AS Monaco. W AS Monaco występował przez dwa sezony, a jego największym osiągnięciem za czasów gry w tym klubie było dotarcie do finału krajoweog pucharu w 1989 roku. W 1990 roku Touré zakończył karierę w wieku 29 lat.
| Sezon   | Klub               | Kraj    | Rozgrywki  | Mecze | Bramki |
| ------- | ------------------ | ------- | ---------- | ----- | ------ |
| 1979/80 | FC Nantes          | Francja | Division 1 | 10    | 4      |
| 1980/81 | FC Nantes          | Francja | Division 1 | 18    | 8      |
| 1981/82 | FC Nantes          | Francja | Division 1 | 28    | 13     |
| 1982/83 | FC Nantes          | Francja | Division 1 | 37    | 13     |
| 1983/84 | FC Nantes          | Francja | Division 1 | 18    | 5      |
| 1984/85 | FC Nantes          | Francja | Division 1 | 27    | 6      |
| 1985/86 | FC Nantes          | Francja | Division 1 | 27    | 7      |
| 1986/87 | Girondins Bordeaux | Francja | Division 1 | 13    | 5      |
| 1987/88 | Girondins Bordeaux | Francja | Division 1 | 32    | 9      |
| 1988/89 | AS Monaco          | Francja | Division 1 | 11    | 4      |
| 1989/90 | AS Monaco          | Francja | Division 1 | 23    | 0      |

## Kariera reprezentacyjna
W reprezentacji Francji Touré zadebiutował 23 kwietnia 1983 roku w wygranym 4:0 towarzyskim meczu z Jugosławią. W debiucie zdobył gola. W swojej karierze grał w eliminacjach do MŚ 1986 i Euro 88. Od 1983 do 1989 roku rozegrał w kadrze narodowej 16 meczów i zdobył w nich 4 bramki.
W 1984 roku Touré zagrał na Igrzyskach Olimpijskich w Los Angeles. Na tym turnieju zdobył z Francją złoty medal.
| Mecze i gole w reprezentacji | Mecze i gole w reprezentacji | Mecze i gole w reprezentacji | Mecze i gole w reprezentacji | Mecze i gole w reprezentacji | Mecze i gole w reprezentacji | Mecze i gole w reprezentacji |
| #                            | Data                         | Stadion                      | Rywal                        | Wynik                        | Gol                          | Rozgrywki                    |
| 1983                         | 1983                         | 1983                         | 1983                         | 1983                         | 1983                         | 1983                         |
| ---------------------------- | ---------------------------- | ---------------------------- | ---------------------------- | ---------------------------- | ---------------------------- | ---------------------------- |
| 1.                           | 23.04.1983                   | Paryż, Francja               | Jugosławia                   | 4:0                          | 1                            | towarzyski                   |
| 2.                           | 31.05.1983                   | Luksemburg, Luksemburg       | Belgia                       | 1:1                          | 0                            | towarzyski                   |
| 1984                         |                              |                              |                              |                              |                              |                              |
| 3.                           | 29.02.1984                   | Paryż, Francja               | Anglia                       | 2:0                          | 0                            | towarzyski                   |
| 4.                           | 21.11.1984                   | Paryż, Francja               | Bułgaria                     | 1:0                          | 0                            | el. MŚ 1986                  |
| 1985                         |                              |                              |                              |                              |                              |                              |
| 5.                           | 03.04.1985                   | Sarajewo, Jugosławia         | Jugosławia                   | 0:0                          | 0                            | el. MŚ 1986                  |
| 6.                           | 02.05.1985                   | Sofia, Bułgaria              | Bułgaria                     | 0:2                          | 0                            | el. MŚ 1986                  |
| 7.                           | 21.08.1985                   | Paryż, Francja               | Urugwaj                      | 2:0                          | 1                            | towarzyski                   |
| 8.                           | 11.09.1985                   | Lipsk, NRD                   | NRD                          | 0:2                          | 0                            | el. MŚ 1986                  |
| 9.                           | 30.10.1985                   | Paryż, Francja               | Luksemburg                   | 6:0                          | 1                            | el. MŚ 1986                  |
| 10.                          | 16.11.1985                   | Paryż, Francja               | Jugosławia                   | 2:0                          | 0                            | el. MŚ 1986                  |
| 1987                         |                              |                              |                              |                              |                              |                              |
| 11.                          | 29.04.1987                   | Paryż, Francja               | Islandia                     | 2:0                          | 0                            | el. ME 1988                  |
| 12.                          | 12.08.1987                   | Berlin, RFN                  | RFN                          | 1:2                          | 0                            | towarzyski                   |
| 13.                          | 09.09.1987                   | Moskwa, ZSRR                 | ZSRR                         | 1:1                          | 1                            | el. ME 1988                  |
| 14.                          | 14.10.1987                   | Paryż, Francja               | Norwegia                     | 1:1                          | 0                            | el. ME 1988                  |
| 1988                         |                              |                              |                              |                              |                              |                              |
| 15.                          | 27.01.1988                   | Ramat Gan, Izrael            | Izrael                       | 1:1                          | 0                            | towarzyski                   |
| 1989                         |                              |                              |                              |                              |                              |                              |
| 16.                          | 07.02.1989                   | Dublin, Irlandia             | Irlandia                     | 0:0                          | 0                            | towarzyski                   |